# Carcere di San Vittore
Il carcere di San Vittore è un istituto penitenziario che si trova a Milano in piazza Filangieri 2. La sua costruzione inizia nel maggio del 1872, mentre viene inaugurato il 24 giugno 1879 durante il Regno d'Italia da Umberto I.

## Storia

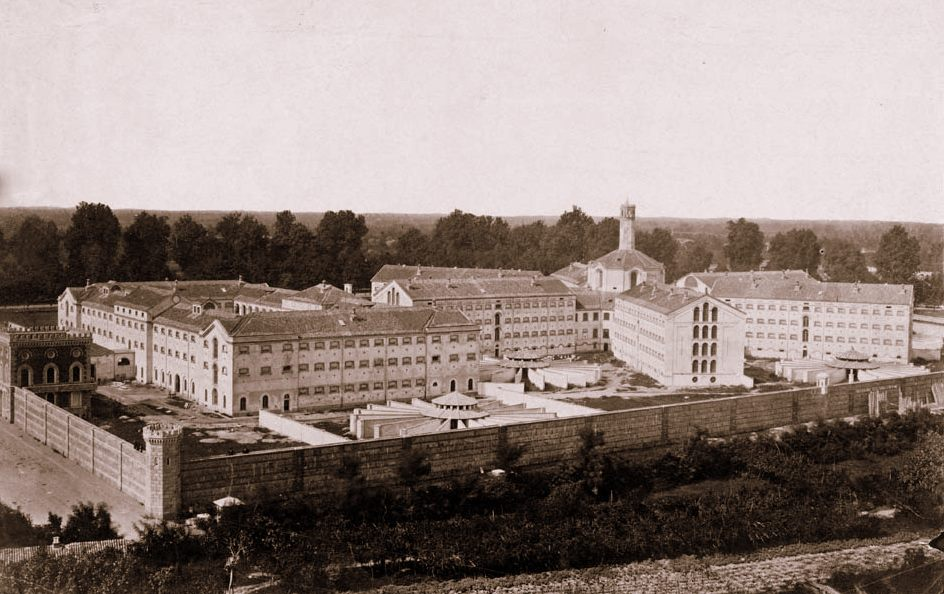
Immagine del carcere nell'anno 1880 circa.

La costruzione del nuovo carcere venne decisa dopo l'Unità d'Italia insieme ad altri provvedimenti di miglioramento delle infrastrutture milanesi, durante il periodo tra l'unificazione e il piano regolatore del 1889. Fino a quel momento, i detenuti erano rinchiusi in strutture non attrezzate allo scopo, tra cui l'ex-convento di Sant'Antonio abate, nel tribunale e nell'ex-convento di San Vittore. Per la costruzione della nuova struttura il governo acquistò dei lotti in zona periferica e poco edificata (l'attuale area tra corso Magenta e porta Ticinese) e incaricò l'ingegnere capo del genio civile Francesco Lucca, che si rifece al modello settecentesco del panopticon e disegnò un edificio a sei bracci di tre piani l'uno. Tra i raggi vennero costruite le cosiddette "rose" di passeggio, divise in venti settori destinati ciascuno a un singolo detenuto, per impedire la comunicazione tra i reclusi. Su piazza Filangieri venne costruito un edificio in stile medievale in cui vennero collocati gli uffici e l'abitazione del direttore. Originariamente era in stile medievale anche il muro di cinta, ma oggi è stato quasi completamente ricostruito per motivi di sicurezza. Il corpo di guardia alle spalle degli uffici costituisce un'ulteriore barriera tra l'interno e l'esterno.
Nel periodo di costruzione venne a mancare il progettista e direttore dei lavori Francesco Lucca, deceduto nell'agosto 1875. La direzione passò all'esperto collega ingegnere capo del genio civile, nonché noto trattatista, Antonio Cantalupi (1811-1898), che portò a termine i lavori.

### Il campo di concentramento provinciale di San Vittore durante l'occupazione tedesca di Milano
Alla caduta del fascismo, il 25 luglio 1943, a San Vittore avvenne una rivolta, repressa ferocemente dall’autorità militare che aveva cominciato a dirigere l’ordine pubblico.
Durante il secondo periodo bellico tra settembre 1943 e aprile 1945 il carcere di San Vittore fu soggetto in buona parte alla giurisdizione delle SS. Dopo aver occupato Milano il 12 settembre 1943 e aver stabilito già il 10 settembre presso l'Albergo Regina & Metropoli, a due passi dal duomo, il quartier generale nazista della Polizia di sicurezza e della Gestapo, le SS presero possesso anche del carcere milanese controllando e gestendo tre dei sei raggi del carcere, e precisamente il IV e il VI raggio destinato ai prigionieri politici e il V destinato agli ebrei in attesa di deportazione e conosciuto anche come «il girone degli impiccati», il «girone infernale» e il «raggio maledetto» 
Da questo momento il carcere di San Vittore avrà per gli ebrei, funzione di campo di concentramento provinciale, e funzionerà come luogo di raccolta per la deportazione di tutti gli arrestati nelle più grandi città del Nord come Genova e Torino o di quelli arrestati al confine con la Svizzera. I rimanenti raggi del carcere invece continuarono come sempre a essere impiegati per la reclusione dei detenuti comuni sotto la direzione della Questura di Milano.
Secondo quanto scrive la ricercatrice Roberta Cairoli, il primo «responsabile del settore tedesco del carcere fu, dal settembre 1943, Helmuth Klemm, sostituito poi dal vice maresciallo Leander Klimsa, che successivamente passò alla Gestapo. A subentrare a Klimsa fu quindi il caporalmaggiore Franz Staltmayer, detto "la belva" o anche "il porcaro", che girava a San Vittore armato di frustino e in compagnia di un cane lupo, che aizzava contro qualche detenuto. Assistevano i tedeschi e praticavano le torture sui prigionieri gli italiani Manlio Melli e Dante Colombo, agenti dell’Ufficio politico investigativo (Upi) della Guardia Nazionale Repubblicana (Gnr), alle dipendenze del maggiore Ferdinando Bossi. Il regolamento del carcere era durissimo e le condizioni igieniche drammatiche. Agli ebrei erano negati i pochi diritti concessi agli altri prigionieri politici e comuni, ovvero l’ora d’aria in cortile, l’assistenza sanitaria, la possibilità di ricevere lettere e pacchi e di acquistare generi alimentari allo spaccio del carcere. Gli interrogatori degli arrestati erano condotti in uno stanzone a pian terreno, detto il "refettorio". Qui le sevizie di ogni genere venivano inflitte soprattutto sugli ebrei che non rivelavano i recapiti o i nascondigli dei loro parenti della cui presenza a Milano o nei dintorni le SS erano venute a conoscenza tramite loro spie. Degli ebrei di San Vittore, sette morirono in carcere, tre per causa ignota. I trasporti degli ebrei detenuti a San Vittore ammontarono complessivamente a quindici. Il primo partì per Auschwitz il 6 dicembre 1943, l’ultimo il 15 gennaio 1945 per Bolzano. - Non mancarono coloro che cercarono di rendere meno drammatiche le condizioni di vita dei detenuti: da suor Enrichetta Alfieri ai medici antifascisti Gatti e Giardina, che riuscirono a salvare qualche detenuto dalla deportazione e favorirono la fuga dei politici».
Molti reclusi erano stati fermati o arrestati dalla polizia politica fascista; ad essi si aggiungevano gli arrestati per reati comuni e i prigionieri catturati da autorità italiane o tedesche per il servizio obbligatorio del lavoro. Parecchi erano rinchiusi senza registrazione o con una registrazione sommaria; la corruzione degli agenti di custodia era assai diffusa. I detenuti ebrei erano sottoposti a una stretta sorveglianza. Da San Vittore transitarono molti lavoratori dell'area industriale di Sesto San Giovanni deportati per motivi politici nei lager nazisti.
Le vicende riguardanti i raggi tedeschi sono poco documentate dalle carte e molto di più dal ricordo e dalle testimonianze di coloro che vi furono detenuti.
In un documento ufficiale del 1944 si legge quanto segue riguardo al "singolo braccio tedesco" esistente secondo la fonte:
« [...] Nel carcere esiste un braccio tedesco ed un tribunale germanico. Questo giudica i cittadini italiani colà ristretti non secondo le leggi italiane, e quindi non applica le pene stabilite nel codice e nella procedura del diritto penale italiano o militare, a seconda dei casi. Le pene inflitte sono ordinariamente quelle detentive. I detenuti ristretti nelle sezioni tedesche, sui quali l'autorità italiana non ha alcuna influenza, sono soggetti ai regolamenti tedeschi, e a questi è preposto un sottufficiale delle S.S. alle dirette dipendenze dell'albergo Regina, ove siede il Comando per la Lombardia delle S.S. (colonnello Rauff). I detenuti colà ristretti appena giudicati dal tribunale germanico, vengono inviati per il servizio del lavoro in Germania se innocenti, sempre che siano fisicamente idonei. Se gravemente compromessi vengono inviati in campi di concentramento. In Germania vengono avviati per il lavoro anche i detenuti irrevocabilmente condannati, gli imputati che abbiano ottenuto la libertà provvisoria e gli inquisiti per i quali sia stata disposta la scarcerazione dall'autorità amministrativa».
Da questo edificio, tramite l'organizzazione dei Gruppi di Azione Patriottica (GAP), venivano fatti fuggire ebrei e detenuti politici. Essi venivano trasportati all'ospedale Niguarda di Milano con diagnosi di finte febbri, poi grazie ad infermiere come Maria Peron, venivano forniti di abiti civili e aiutati a fuggire verso la libertà.
Luigi Borgomaneri, autore di un saggio sul capo della Gestapo Theodor Saevecke e consulente nel processo a carico dell'ex capitano delle SS tedesche, fornisce diverse testimonianze su ciò che accadeva all'interno di San Vittore dal 1943 al 1945.
Dei molti detenuti entrati e usciti dal "braccio tedesco" di San Vittore si trova testimonianza nei registri di iscrizione (libri matricola) che sono custoditi presso diversi istituti di conservazione.
Vi fu detenuta Liliana Segre, futura attivista e testimone dell'olocausto, con il padre Alberto, prima che entrambi venissero deportati ad Auschwitz. A tal proposito Liliana Segre ha ricordato il grande calore e la straordinaria umanità dimostrata dai reclusi di San Vittore soprattutto quando, dopo il loro "soggiorno" a San Vittore, venne il tempo di essere avviati al binario 21 della stazione Centrale per la deportazione:
(Liliana Segre su la Repubblica del 21 gennaio 2020)
Anche una delle guardie carcerarie, Andrea Schivo, fu detenuto a San Vittore e poi deportato per aver aiutato alcuni detenuti ebrei fornendogli del cibo, non fece più ritorno, morirà il 29 gennaio 1945 nel campo di concentramento di Flossenbürg. Dal 2006 è onorato come Giusto tra le Nazioni dallo Yad Vashem di Gerusalemme. In visita al carcere di San Vittore nel dicembre 2020, la senatrice Liliana Segre ha voluto ricordare l'umanità esemplare di Schivo e ha detto: «"Per me entrare a San Vittore è un grandissimo shock e una grande emozione, che purtroppo non posso condividere con nessuno, perché sono l'unica ritornata dal viaggio della morte. L'agente Andrea Schivo scelse di essere un uomo [...] a differenza del 99% degli italiani che invece avevano scelto l'indifferenza, la paura e il non obbedire alla propria coscienza: lui aveva scelto di essere un uomo. Non dimenticherò mai per il resto della mia vita quei detenuti che furono una manna nel deserto dei sentimenti, dell'etica e dell'umanità"».

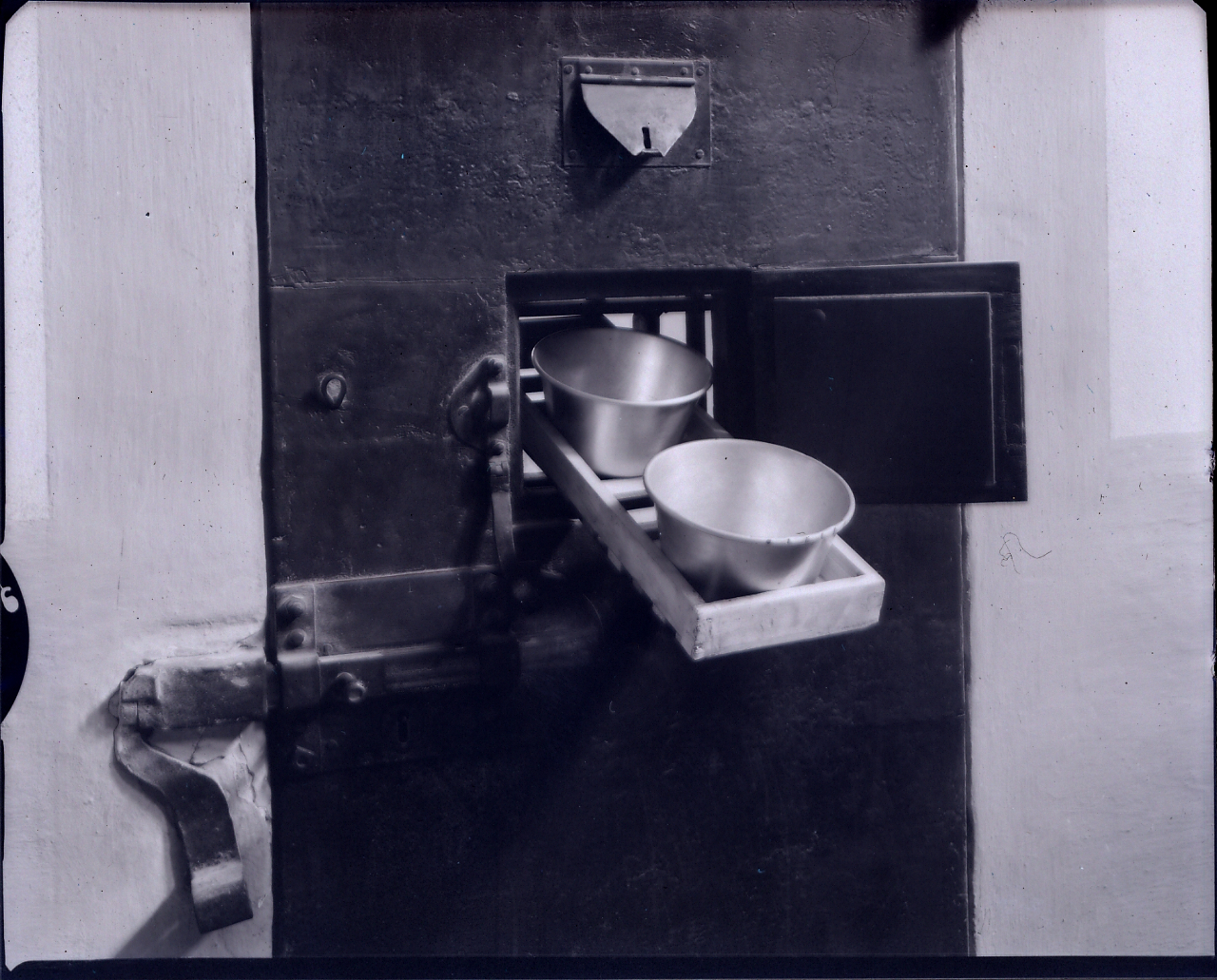
Particolare degli interni.

Un altro notevole personaggio legato al carcere che scelse di fare consapevolmente una scelta di campo, fu suor Enrichetta Alfieri che a tutti gli effetti fu membro della Resistenza e staffetta partigiana. All'interno del carcere una lapide celebra il suo ricordo. «Dopo essersi dedicata all’assistenza ai bambini e ai più bisognosi, nel 1923 viene destinata a un nuovo servizio, presso il carcere di San Vittore a Milano».
Dopo l'occupazione tedesca dell'8 settembre 1943 Suor Enrichetta insieme ad altre suore prestò un importante aiuto alla Resistenza italiana. Quando Enrichetta insieme ad altre suore erano fuori da San Vittore per impegni vari, come l'andar a far spese o recarsi in chiesa, incontravano regolarmente membri del Comitato di Liberazione Nazionale Alta Italia «per recapitare messaggi o consegnare generi di conforto». Nel carcere invece era costante «la loro opera di assistenza e sostegno ai detenuti politici, ai partigiani e agli ebrei». Ḕ proprio suor Enrichetta a essere il collegamento principale tra i detenuti e l’esterno, nascondendo «su di sé lettere e messaggi per i reclusi oppure fa pervenire all’esterno, alle persone in pericolo, notizie carpite o raccolte per caso, affinché gli interessati possano fuggire, distruggere prove ed essere messi in guardia dalle spie. In questo modo vengono salvate molte vite e viene protetta l’esistenza di varie strutture della Resistenza, che i nazifascisti non riescono a smantellare». Scoperta, viene accusata di spionaggio e arrestata il 23 settembre 1944, «e detenuta in una cella di rigore del carcere, resta in attesa della condanna alla fucilazione o all’internamento in un campo di concentramento in Germania.» Si salva solo per l'intervento dell’arcivescovo di Milano, il Cardinale Alfredo Ildefonso Schuster che le fa commutare la pena «con una sorta di confino all’Istituto Palazzolo di Grumello al Monte (BG)». Il 7 maggio 1945, a guerra finita, insieme a componenti del Comitato di Liberazione Nazionale di Milano fa ritorno a San Vittore, dove opererà sino alla morte nel novembre 1951.
È attestata una rivolta dei detenuti politici in occasione dell'insurrezione del 25 aprile 1945, la liberazione definitiva dei carcerati avverrà ad opera dei partigiani delle Brigate Matteotti.

### La rivolta del 1946
Il 21 aprile 1946 scoppiò nel carcere, sovraffollato di detenuti, fra cui molti detenuti politici sia fascisti che partigiani, una sanguinosa rivolta armata guidata dal criminale Ezio Barbieri e l'ex gerarca fascista Giuseppe Caradonna, che fu sedata quattro giorni dopo con l'uso delle armi dalle forze dell'ordine con l'aiuto dell'esercito (reparti della Nembo e della Folgore) e l'intervento di autoblindo; da questa vicenda lo scrittore Alberto Bevilacqua trasse il romanzo La Pasqua rossa.

### Evasioni
Il 28 aprile 1980, l'esponente delle Brigate Rosse Corrado Alunni tenta di evadere dal carcere assieme a un gruppo di sedici detenuti composto dal bandito Renato Vallanzasca, boss della banda della Comasina, dal suo vice Antonio Colia, da Emanuele Attimonelli (esponente dei NAP) e da altri detenuti comuni. Una volta fuggiti dal carcere, avendo minacciato le guardie con armi arrivate dall'esterno per farsi aprire il portone, inseguiti dalle forze dell'ordine, i detenuti scatenano una lunga sparatoria per le vie del centro di Milano nella quale Alunni rimane ferito, colpito allo stomaco da due colpi di mitra, e anche Vallanzasca ne esce gravemente ferito alla testa, prima che la rete della polizia si stringa attorno a loro e riesca a catturarli, mentre in sei riescono, sia pure provvisoriamente, a far perdere le loro tracce.

## Detenuti famosi
- Giuseppe Bacciagaluppi,[20] membro del Partito d'Azione, sodale di Ferruccio Parri e Leo Valiani.

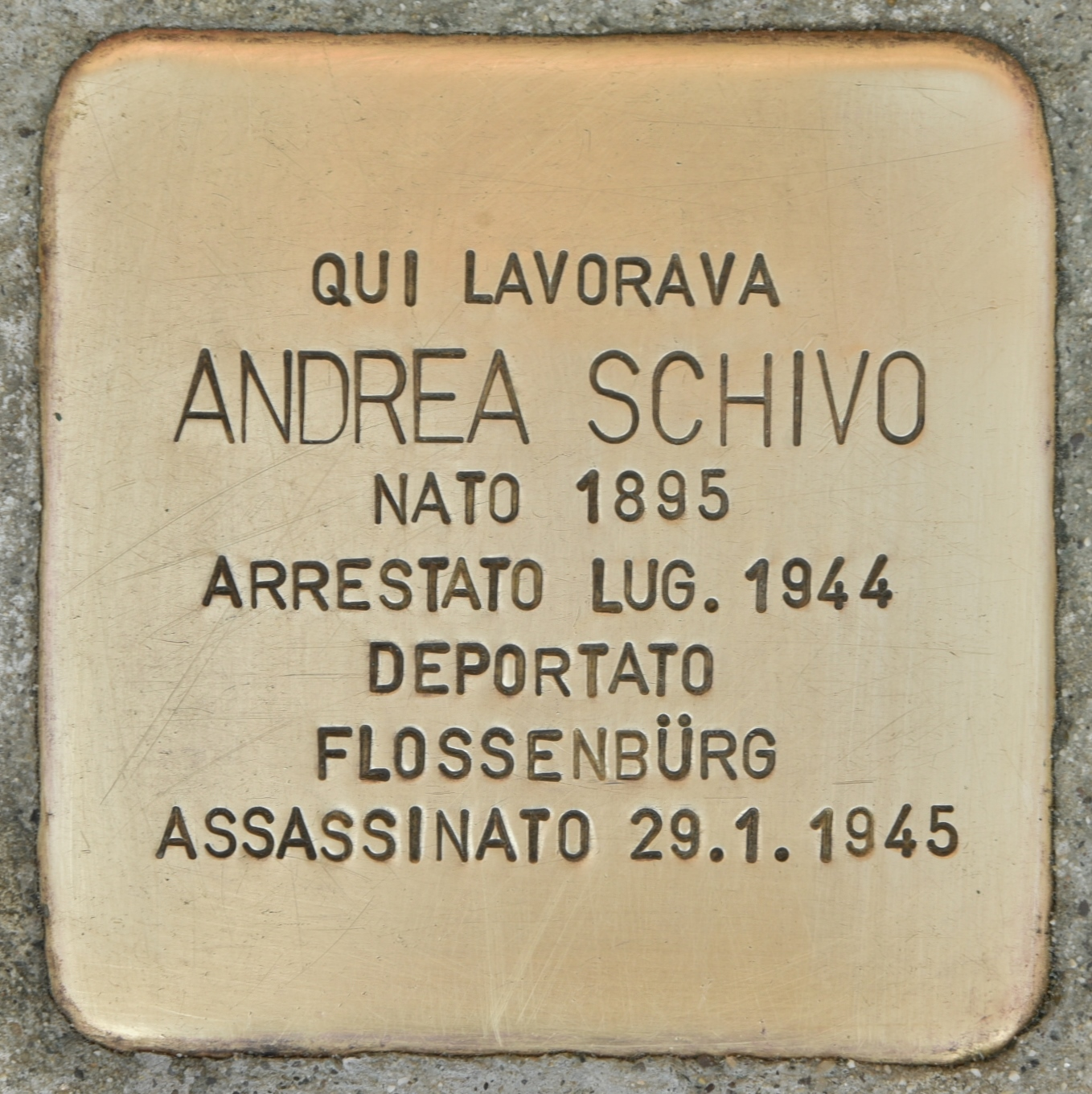
Pietra di inciampo dedicata all'agente di Custodia Andrea Schivo, deportato per aver aiutato degli ebrei durante la prigionia, posta davanti al carcere di San Vittore in piazza Filangeri, 2 di Milano

- Dante Bernamonti, deputato dell'Assemblea Costituente.
- Carlo Bianchi, partigiano italiano, medaglia d'oro del comune di Milano.
- Mike Bongiorno, presentatore televisivo, vi rimase 7 mesi nel 1943 per la sua attività partigiana.[21]
- Don Carlo Gnocchi, fondatore della fondazione Pro Juventute.
- Antonio Gramsci, politico e filosofo comunista, vi fu imprigionato dal febbraio 1927 al maggio 1928.
- Indro Montanelli, giornalista e storico, condivise la cella con Mike Bongiorno.
- Gaetano Bresci, anarchico autore dell'omicidio del re Umberto I, detenuto dal 29 luglio al 5 novembre 1900.
- Aldo Spallicci, politico italiano.
- Giorgio Pisanò, all'epoca ufficiale fascista delle Brigate Nere, catturato dai partigiani nel 1945.
- Renato Vallanzasca, criminale italiano.
- Liliana Segre, che vi è stata rinchiusa tredicenne, con il padre Alberto, tra il dicembre 1943 e il gennaio 1944, prima di essere deportata ad Auschwitz.
- Goti Herskovits Bauer, attiva testimone della Shoah, aveva venti anni quando fu deportata nel Campo di concentramento di Auschwitz dopo essere stata prelevata dal carcere di San Vittore e portata al binario 21.
- Sonya Caleffi, serial killer italiana.
- Patrizia Reggiani, mandante dell’omicidio del marito, l'imprenditore dell'alta moda Maurizio Gucci.
- Fernanda Wittgens, insegnante, funzionaria, critica d'arte e storica dell'arte italiana, nonché prima donna direttrice della Pinacoteca di Brera.[22]
- Prospero Gallinari, esponente di spicco delle Brigate Rosse
- Željko Ražnatović, agente segreto e militare serbo
- Shiva, rapper italiano arrestato per tentato omicidio.
- Ezio Barbieri, criminale italiano
- Pietro Koch, capo della Banda Koch
- Ugo Ciappina, criminale ed ex partigiano
- Lorenzo Nuvoletta, mafioso italiano, uno dei capi più potenti della camorra

## Cultura di massa
Il nome del carcere, come avviene per gli istituti penitenziari di tutte le grandi città, assume nel dialetto cittadino (San Vitùr) e nel linguaggio parlato il ruolo di sinonimo della parola "carcere". La struttura è al centro di alcune canzoni popolari, tra cui quelle di Walter Valdi e dei Gufi, e viene citata, direttamente e indirettamente, nelle canzoni Canto di galera degli Amici del Vento, Ma mi, con testo di Giorgio Strehler e musica di Fiorenzo Carpi, portata al successo da Ornella Vanoni, 40 pass di Davide Van de Sfroos e La ballata del Cerutti di Giorgio Gaber.
Dal 2005 al 2009, il carcere è stato palcoscenico della manifestazione San Vittore Sing Sing, festival di musica e cabaret.
L'edificio appare in numerose scene del film Così è la vita (1998) del trio comico Aldo, Giovanni e Giacomo, nel quale il personaggio interpretato da Aldo Baglio è un falsario detenuto nel carcere.
Nel gergo milanese, soprattutto negli ambienti della piccola criminalità, l'espressione dialettale al dù, che significa al due, identifica il carcere di San Vittore, in riferimento al suo numero civico, il numero 2 di piazza Filangieri.
In questo carcere è ambientata la sitcom italiana Belli dentro.